# Josefina Bakhita
Josefina Bakhita (em italiano:  Giuseppina Bakhita) (Sudão, c. 1869 - Itália, 8 de fevereiro de 1947) foi uma religiosa italiana da Igreja Católica da Ordem Canossiana.

## Vida e obras

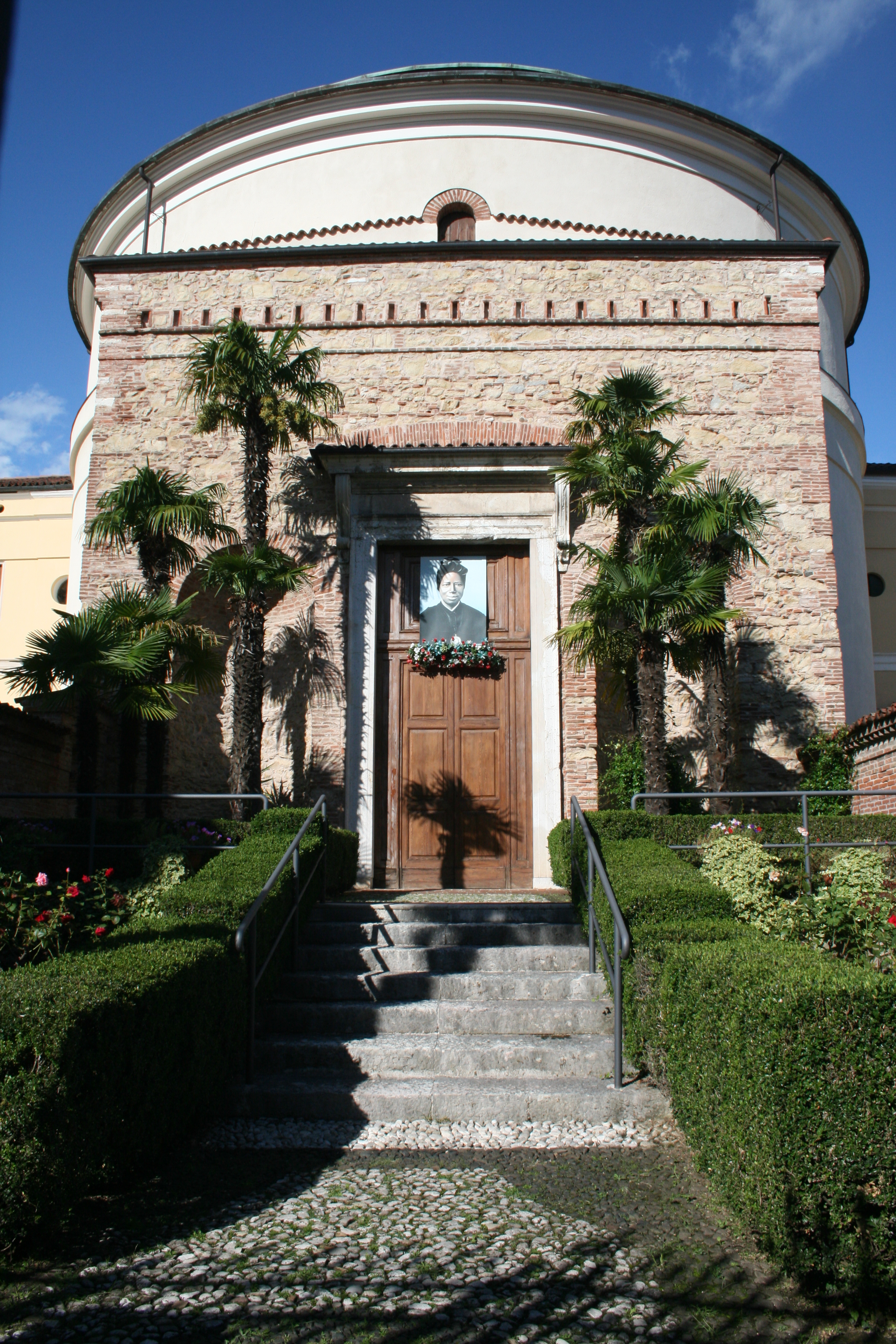
Igreja da Sagrada Família em Schio.

O nome "Bakhita", que significa "afortunada", "sortuda" ou "bem-aventurada", não lhe foi dado ao nascer mas lhe foi atribuído pelos raptores. Foi capturada e vendida por mercadores de escravos negros no mercado de El Obeid e de Cartum ao cônsul da Itália no Sudão, D. Calixto Legnani, que logo lhe deu uma carta de liberdade. No período de escravidão, Bakhita sofreu as humilhações, sofrimento físico, psicológico e moral dos escravos. 
Na casa do cônsul Legnani, Bakhita trabalhava como mulher livre e isto lhe deu momentos de serenidade. Quando Legnani teve de regressar ao país, Bakhita decidiu acompanhá-lo, e chegando a Gênova é transferida para a localidade de Zianigo, ao serviço da família Michieli como "ama-seca", e posteriormente, passou à Congregação das Filhas da Caridade de Santa Madalena de Canossa (Canossianas) de Veneza, onde recebeu os primeiros sacramentos do catecumenato, em 9 de janeiro de 1890, foi batizada com o nome de Josefina e em 8 de dezembro de 1896 tomou o habito e ingressou na ordem das Irmãs Canossianas, com o nome religioso de Irmã Josefina.
Josefina Bakhita se destacou pela piedade e amor a Cristo e à Eucaristia, também pelo serviço social pelos demais pobres e desamparados, o que fez com que ficasse conhecida como o apelido em vêneto de "Madre Morèta" (Mãe Moreninha).
Faleceu no convento canosiano de Schio, em 1947, com a idade de 78 anos; foi enterrada no começo na capela de uma família de Schio, os Gasparella, provavelmente na espera de um sepultamento definitvo no Templo da Sagrada família. E assim foi em 1969, quando o corpo encontrado incorrupto de Bakhita foi sepultados sob o altar da Igreja do mesmo convento.
Foi beatificada em 1992 e canonizada em Roma, pelo Papa João Paulo II, em outubro de 2000.